# Haworthia gracilis
Haworthia gracilis är en grästrädsväxtart som beskrevs av Karl von Poellnitz. Haworthia gracilis ingår i släktet Haworthia och familjen grästrädsväxter.

## Underarter
Arten delas in i följande underarter:
- H. g. gracilis
- H. g. isabellae
- H. g. picturata
- H. g. tenera
- H. g. viridis

## Bildgalleri

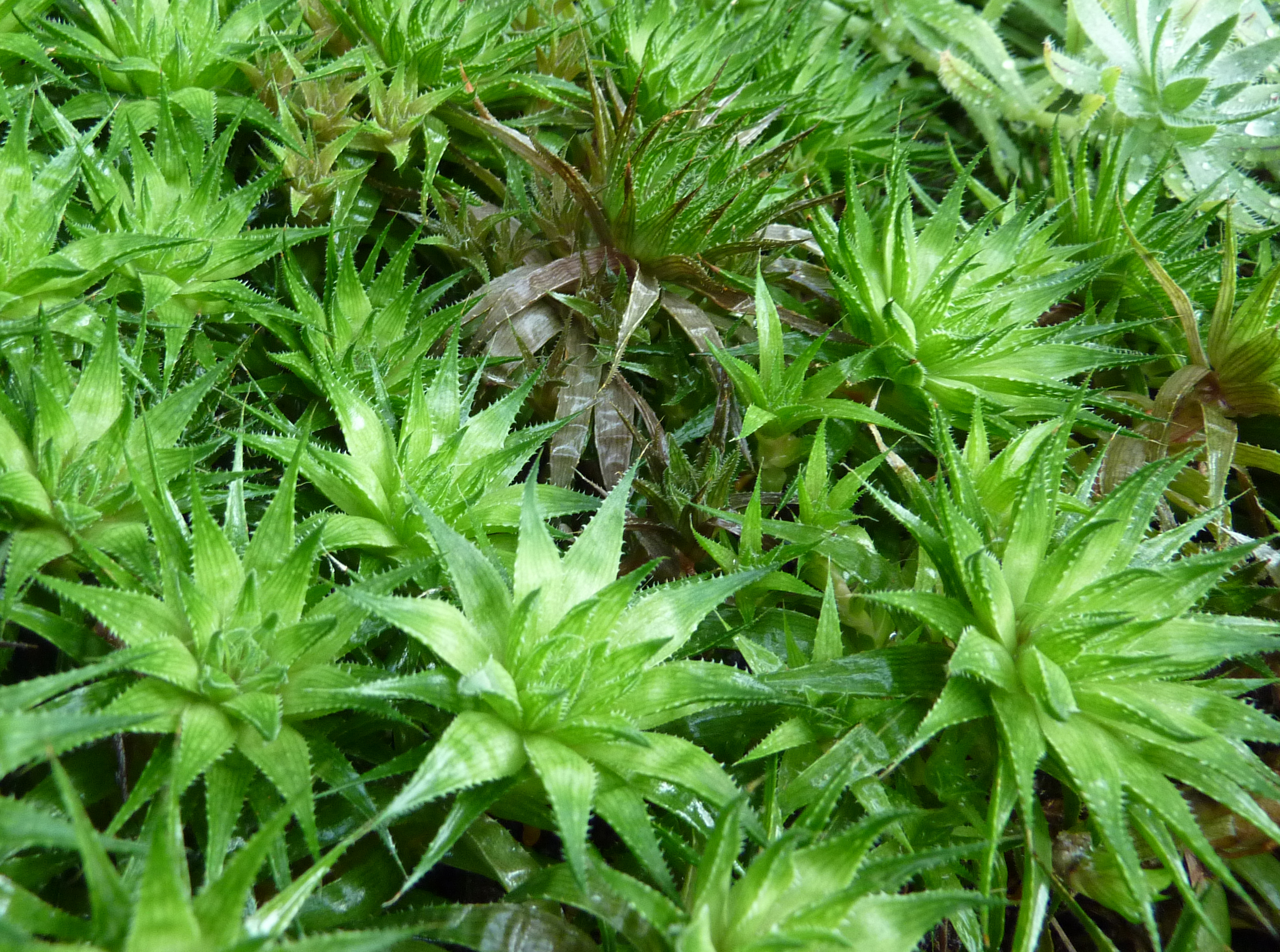